# Sęk

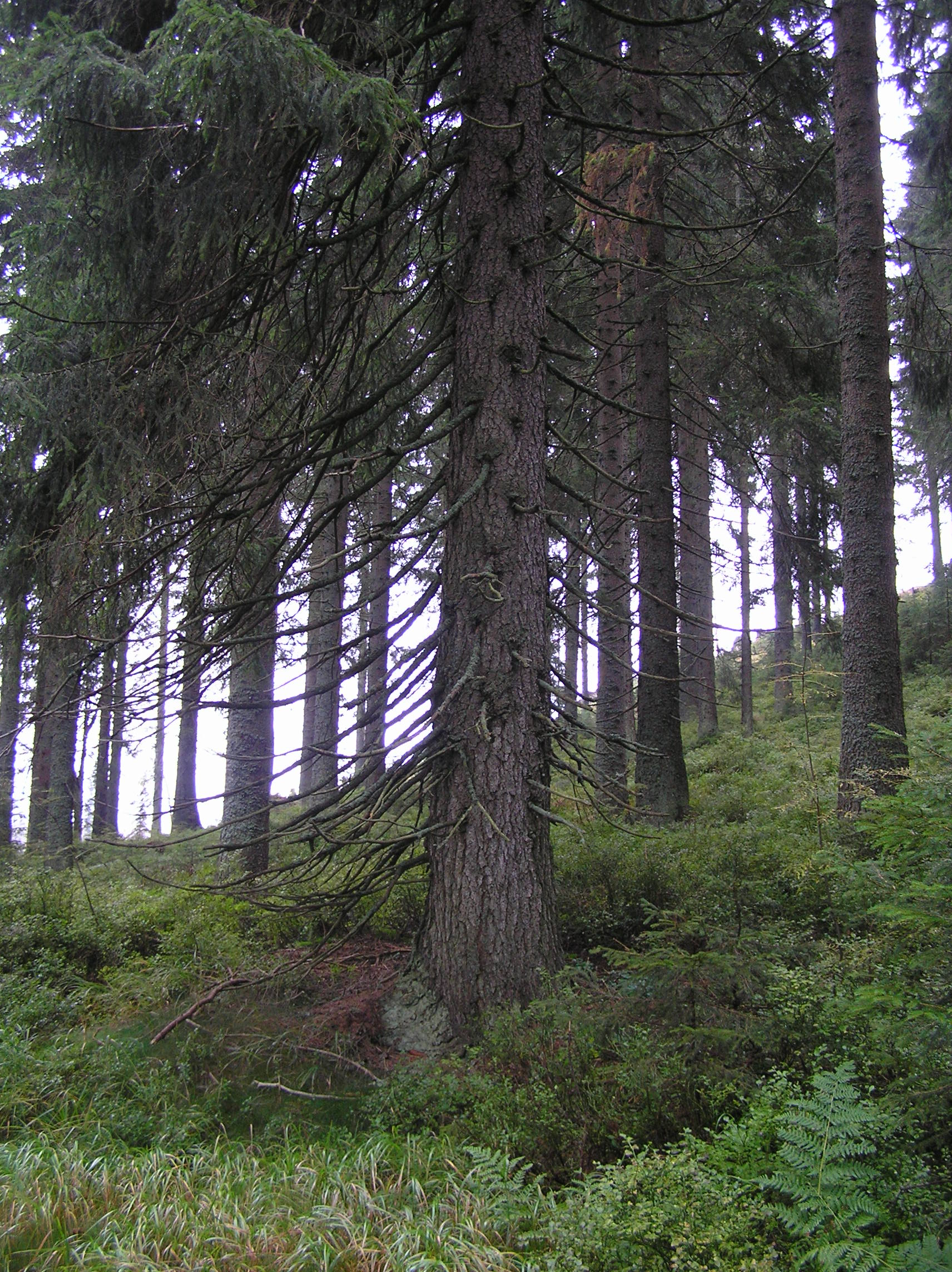
Świerk z wieloma nieodpadniętymi gałęziami – sękami. Szumawa u źródeł Wełtawy

Sęki – grupa wad drewna określająca wrośnięte w drewno pnia części gałęzi o węższych przyrostach rocznych i barwie zazwyczaj ciemniejszej niż otaczające drewno.

## Opis
Sęki powstają w ciągu całego życia drzewa, gałęzie są niezbędne do podtrzymywania aparatu asymilacyjnego drzew wskutek czego drewno bezsęczne praktycznie nie istnieje. Najgłębiej położone i najmniejsze sęki są umiejscowione w części odziomkowej pnia.
Zależnie od gatunku drzewa, uschnięte gałęzie (w wyniku tzw. procesu oczyszczania się) odpadają w całości albo kawałkami. U buka gałęzie odpadają najczęściej w całości przy samej powierzchni pnia w kilka lat po uschnięciu. U świerka proces ten trwa znacznie dłużej. Po odpadnięciu gałęzi, w miarę przechodzenia od odziomka ku wierzchołkowi sęki stają się coraz większe i dochodzą coraz bardziej do obwodu. U podstawy sęków wytwarza się warstwa ochronna, która zabezpiecza ich drewno przed pasożytniczymi grzybami do czasu zarośnięcia przez słoje roczne pnia.
Drzewa pozbywają się suchych gałęzi w różny sposób. Ze sposobem obłamywania związany jest sposób zarastania pozostałych przy pniu części gałęzi i łączenia się z otaczającą tkanką drewna pnia. W okresie życia gałęzi drewno sęków jest zawsze zrośnięte w jedną całość z drewnem pnia. Takie sęki nazywa się zrośniętymi.
Wraz z zamarciem gałęzi przerwana zostaje łączność tkanki sęka z drewnem pnia. Nowo powstałe słoje roczne pnia otaczają stopniowo coraz większą część pozostałej suchej gałęzi, nie mając z nią bezpośredniego połączenia. W ten sposób powstają sęki niezrośnięte.
Pozostający po opadnięciu gałęzi czy podkrzesywaniu fragment gałęzi określany jest jako tylec.

## Podział sęków

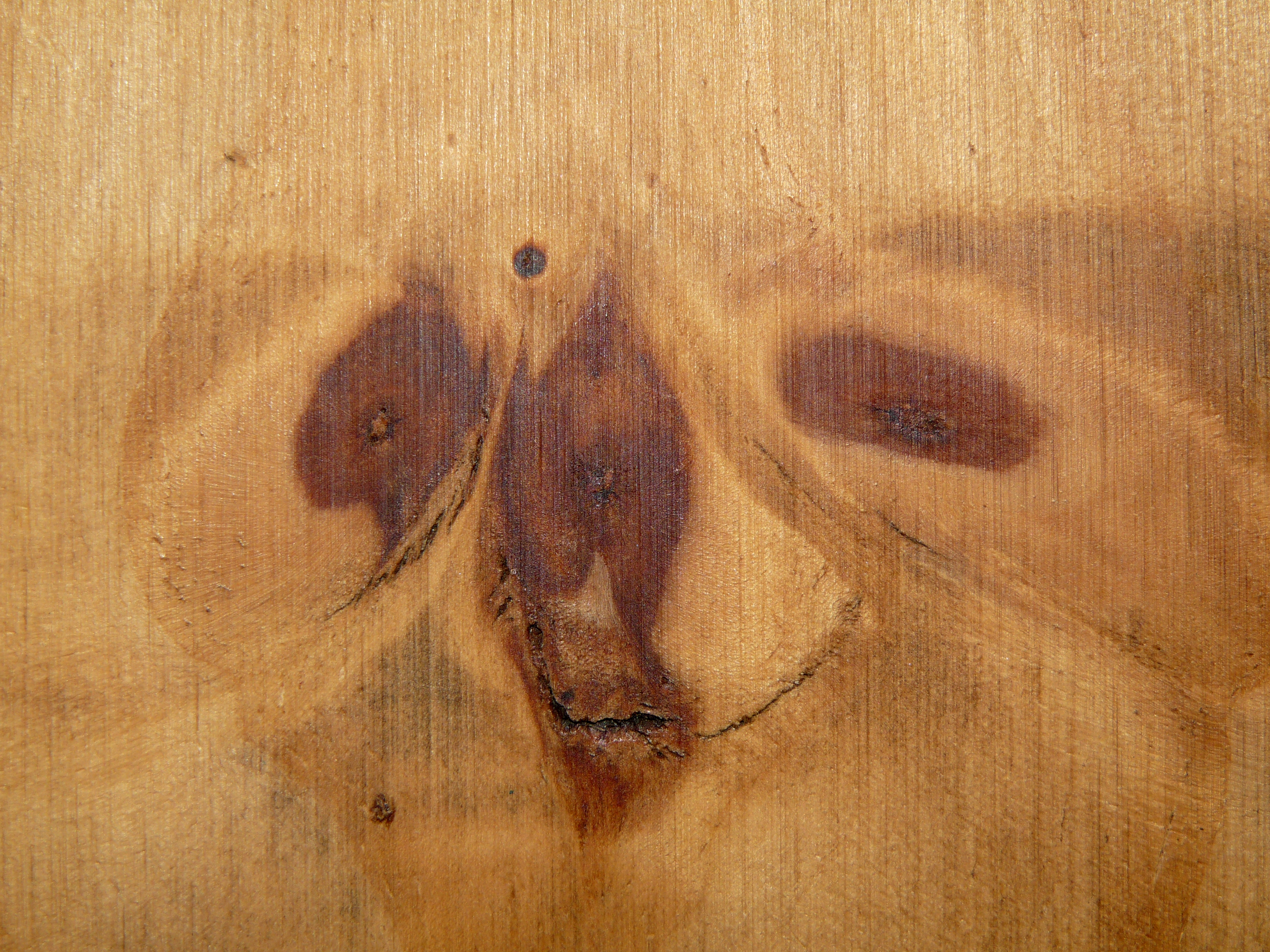
Sęki zarośnięte, widoczne pęknięcia

### Wedługnormy(PN-79/D-01011) dzieli sęki na
1. Sęki otwarte:
a) w zależności od stopnia zrośnięcia z otaczającym drewnem:
- zrośnięte,
- częściowo zrośnięte,
- sęki niezrośnięte,

b) w zależności od stanu zdrowotnego:
- zdrowe,
- nadpsute,
- zepsute

c) w zależności od stopnia zgrupowania:
- pojedyncze,
- skupienie sęków.

2. Sęki zarośnięte:
- guzami
- brewkami,
- różami.

Po odpadnięciu gałęzi pozostałe tylce zostają z czasem zarośnięte przez słoje roczne, a na powierzchni pnia formują się w tych miejscach w zależności od gatunku wypukłości zwane sękami zarośniętymi.

### Systematyczny podział wad drewna zaproponowany przez Krzysik [1974] dzieli sęki na[1]
| Grupa              | Rodzaj | Rodzaj                              | Odmiana                                                                                            |
| ------------------ | ------ | ----------------------------------- | -------------------------------------------------------------------------------------------------- |
| Grupa              | Wada   | podział ze względu na               | Odmiana                                                                                            |
| Wady budowy drewna | Sęki   | 1. Kształt przekroju                | - sęk okrągło-owalny, - sęk podłużny, - sęk skrzydlaty,                                            |
| Wady budowy drewna | Sęki   | 2. Wymiar średnicy                  | - sęk szpilkowy, - sęk perłowy, - sęk ołówkowy, - sęk mały, - sęk średni, - sęk duży,              |
| Wady budowy drewna | Sęki   | 3. Zrośnięcie z otaczającym drewnem | - sęk zrośnięty, - sęk częściowo-zrośnięty, - sęk wypadający,                                      |
| Wady budowy drewna | Sęki   | 4. Stan                             | - sęk zdrowy, - sęk nadpsuty, - sęk zepsuty, - sęk tabaczny, - sęk smołowy                         |
| Wady budowy drewna | Sęki   | 5. Położenie w tarcicy              | - sęk na płaszczyźnie, - sęk na boku, - sęk na krawędzi, - sęk przechodzący, - sęk nieprzechodzący |
| Wady budowy drewna | Sęki   | 6. Sęki zarośnięte                  | - guzy - brewki, - róże.                                                                           |

## Wpływ sęków na drewno
Sęki wywierają ujemny wpływ na mechaniczne właściwości drewna, zmniejszają zwłaszcza wytrzymałość na rozciąganie wzdłuż włókien i wytrzymałość na zginanie statyczne. Sęki zdrowe wpływają dodatnio na wytrzymałość drewna na rozłupywanie. Ujemny wpływ sęków otwartych na mechaniczne właściwości drewna występuje w znacznie silniejszym stopniu w tarcicy niż w sortymentach okrągłych.
Odpowiednie normy sortymentów drzewnych określają dopuszczalną liczbę sęków, minimalną odległość między nimi, wymiary, zdrowotność itp.